# Bedford VAM

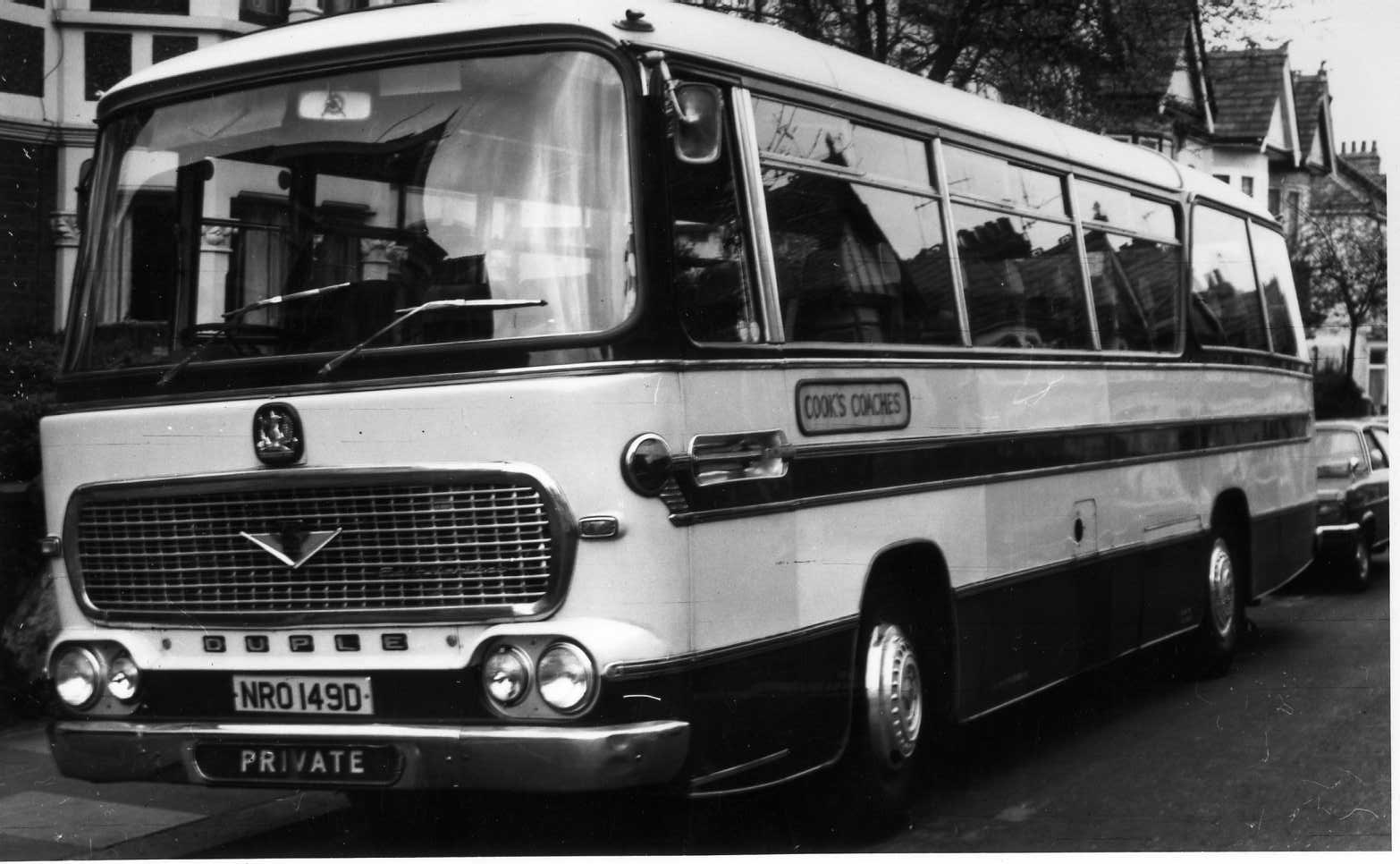
Bedford VAM mit Bella-Vega-Aufbau von Duple

Der Name Bedford VAM bezeichnet ein Omnibusfahrgestell des britischen Herstellers Bedford Vehicles. Es wurde von 1965 bis 1971 gebaut.
Im Jahr 1950 hatte Bedford den SB herausgebracht, der nach Ansicht der Firma vom Markt verlangt wurde. Der Bus konnte sich erfolgreich etablieren, war aber für den mittlerweile in Großbritannien erlaubten Einmannbetrieb, bei dem der Busfahrer auch die Rolle des Schaffners übernahm, wegen der weit hinten liegenden Eingangstür nur bedingt geeignet. Yeates hatte mit dem Projekt FE44 bereits einen Bus mit 44 Sitzplätzen und vorn liegender Tür vorgestellt. Basis des FE44 war ein modifiziertes SB-Chassis. Der Umbau war jedoch ohne Zustimmung von Vauxhall Motors, der Mutterfirma von Bedford, erfolgt und fand auch keine nachträgliche Billigung, Vauxhall befürchtete eine Überlastung des Chassis und daraus folgende Rahmenbrüche. Durch den FE44 wurde Bedford jedoch auf die Nachfrage nach einem derartigen Bus hingewiesen und stellte 1965 den VAM vor, dabei steht der Name für VA series medium. Die kürzeren bzw. längeren Ausführungen hießen folgerichtig VAS und VAL. Sowohl der VAM als auch der VAL besaßen einen großen vorderen Überhang, der die Positionierung des Einstiegs vor der Vorderachse erlaubte.
Das Chassis des VAM ermöglichte Aufbauten von 36 Fuß Länge, das war die damals in Großbritannien für zweiachsige Busse maximal zulässige Länge. Der Radstand betrug 4,9 m. Je nach Aufbau ergab das eine Kapazität von 41 bis 45 Sitzplätzen.
Der Motor war stehend vorn angeordnet. Zur Auswahl standen anfänglich drei Sechszylinder-Motoren: ein 4,9 l-Ottomotor, ein 5,4 l-Dieselmotor, beide von Bedford, und der O.400 von Leyland mit 6,6 l Hubraum. Ab 1967 war optional ein 7,7 l-Dieselmotor von Bedford als stärkste Ausführung erhältlich. Die Busse mit Ottomotor konnten wahlweise mit einem manuell zu schaltenden synchronisierten Vier- oder Fünfganggetriebe ausgestattet werden, Fahrzeuge mit Dieselmotor waren nur mit Fünfganggetriebe erhältlich. Die Bremsanlage unterschied sich bei beiden Motorvarianten ebenfalls. 
Die Aufbauten kamen von Duple, Plaxton, Strachans, Willowbrook und Alexander. Duple entwarf in Anlehnung an den für den VAS entworfenen Bella Vista-Aufbau den Bella Vega für das Chassis, der in seiner klaren Linienführung dem Zeitgeist der beginnenden 1960er Jahre entsprach. Die Busse wurden als Reise-, Linien- und Mehrzweckbusse hergestellt.
Nach über 9000 hergestellten Chassis wurde der VAM durch den Bedford Y abgelöst, der mit seinem unterflur angeordneten Motor bei gleicher Größe mehr Sitzplätze bot. 

## Varianten
| Bezeichnung | Motor                                                           | Anmerkung |
| ----------- | --------------------------------------------------------------- | --------- |
| VAM3        | Sechszylinder-Ottomotor mit 4,9 l Hubraum von Bedford           |           |
| VAM5        | Sechszylinder-Dieselmotor mit 5,4 l Hubraum von Bedford         |           |
| VAM14       | Sechszylinder-Dieselmotor mit 6,6 l Hubraum von Leyland (O.400) |           |
| VAM70       | Sechszylinder-Dieselmotor mit 7,7 l Hubraum von Bedford         |           |